# مارك هاميلتون (راكب الكنو)
مارك هاميلتون (بالإنجليزية: Mark Hamilton)‏ هو راكب الكنو أمريكي، ولد في 6 فبراير 1958.

## وصلات خارجية
- مارك هاميلتون على موقع أوليمبيديا (الإنجليزية)